# Христо Попов
Христо Попов (болг. Христо Рачев Попов; нар. 25 червня 1859, Кара-Арнаут — пом. 27 червня 1941, Софія) — болгарський офіцер, генерал-лейтенант.

## Біографія
Народився 25 червня 1859 в селі Кара-Арнаут, нині Голям-Ізвор, біля Разграда. 
1882 закінчив Військове училище в Софії. 1882 служив в 22-му піхотному полку, 1900 командував 19-м піхотним Шуменським полком.
Під час Першої світової війни був начальником 6-ї піхотної Бдинської дивізії, яка була включена в склад Першої армії і воювала в Македонії.

## Сім'я
Христо Попов і його дружина Димитра мали двох дочок — Здравку і Божану. Здравка одружена з адвокатом Димитаром Печеняковим, а Божана — з відомим столичним лікарем Ніколою Василевим.

## Військові звання
- Поручник (30 серпня 1885)
- Капітан (1887)
- Майор (14 лютого 1892)
- Підполковник (1899)
- Полковник (1904)
- Генерал-майор (1916)
- Генерал-лейтенант (1919)

## Нагороди
- Військовий орден «За хоробрість» III ступеня, 1 і 2 класів
- Орден «Святий Олександр» III ступеня, з мечами посередині, V ступеня без мечів
- Народний орден «За військові заслуги» IV ступеня на звичайній стрічці
- Орден «За заслуги» на звичайній стрічці